# Присяга Гіппократа
Присяга, кодекс, частіше клятва Гіппокра́та — присяга, авторство якої приписують «батькові медицини» Гіппократу.
Побутує думка, що всі лікарі складають присягу Гіппократа й зобов'язані її дотримуватись.
Насправді це не відповідає дійсності. Вітчизняні лікарі складають Клятву лікаря України, а до 1992 року складали Присягу лікаря Радянського Союзу.

## Текст присяги

### Мовою оригіналу (іонійським діалектомдавньогрецької мови)

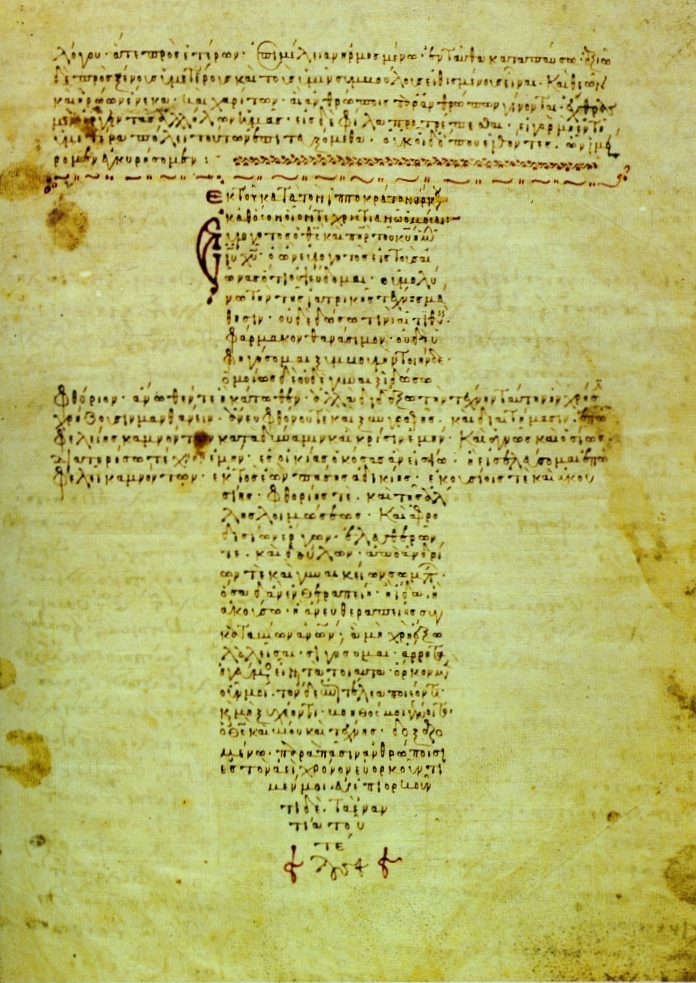
Рукопис XII сторіччя з текстом Клятви у вигляді хреста

«Ὄμνυμι Ἀπόλλωνα ἰητρὸν, καὶ Ἀσκληπιὸν, καὶ Ὑγείαν, καὶ Πανάκειαν, καὶ θεοὺς πάντας τε καὶ πάσας, ἵστορας ποιεύμενος, ἐπιτελέα ποιήσειν κατὰ δύναμιν καὶ κρίσιν ἐμὴν ὅρκον τόνδε καὶ ξυγγραφὴν τήνδε. Ἡγήσασθαι μὲν τὸν διδάξαντά με τὴν τέχνην ταύτην ἴσα γενέτῃσιν ἐμοῖσι, καὶ βίου κοινώσασθαι, καὶ χρεῶν χρηίζοντι μετάδοσιν ποιήσασθαι, καὶ γένος τὸ ἐξ ωὐτέου ἀδελφοῖς ἴσον ἐπικρινέειν ἄῤῥεσι, καὶ διδάξειν τὴν τέχνην ταύτην, ἢν χρηίζωσι μανθάνειν, ἄνευ μισθοῦ καὶ ξυγγραφῆς, παραγγελίης τε καὶ ἀκροήσιος καὶ τῆς λοιπῆς ἁπάσης μαθήσιος μετάδοσιν ποιήσασθαι υἱοῖσί τε ἐμοῖσι, καὶ τοῖσι τοῦ ἐμὲ διδάξαντος, καὶ μαθηταῖσι συγγεγραμμένοισί τε καὶ ὡρκισμένοις νόμῳ ἰητρικῷ, ἄλλῳ δὲ οὐδενί. Διαιτήμασί τε χρήσομαι ἐπ' ὠφελείῃ καμνόντων κατὰ δύναμιν καὶ κρίσιν ἐμὴν, ἐπὶ δηλήσει δὲ καὶ ἀδικίῃ εἴρξειν. Οὐ δώσω δὲ οὐδὲ φάρμακον οὐδενὶ αἰτηθεὶς θανάσιμον, οὐδὲ ὑφηγήσομαι ξυμβουλίην τοιήνδε. Ὁμοίως δὲ οὐδὲ γυναικὶ πεσσὸν φθόριον δώσω. Ἁγνῶς δὲ καὶ ὁσίως διατηρήσω βίον τὸν ἐμὸν καὶ τέχνην τὴν ἐμήν. Οὐ τεμέω δὲ οὐδὲ μὴν λιθιῶντας, ἐκχωρήσω δὲ ἐργάτῃσιν ἀνδράσι πρήξιος τῆσδε. Ἐς οἰκίας δὲ ὁκόσας ἂν ἐσίω, ἐσελεύσομαι ἐπ' ὠφελείῃ καμνόντων, ἐκτὸς ἐὼν πάσης ἀδικίης ἑκουσίης καὶ φθορίης, τῆς τε ἄλλης καὶ ἀφροδισίων ἔργων ἐπί τε γυναικείων σωμάτων καὶ ἀνδρῴων, ἐλευθέρων τε καὶ δούλων. Ἃ δ' ἂν ἐν θεραπείῃ ἢ ἴδω, ἢ ἀκούσω, ἢ καὶ ἄνευ θεραπηίης κατὰ βίον ἀνθρώπων, ἃ μὴ χρή ποτε ἐκλαλέεσθαι ἔξω, σιγήσομαι, ἄῤῥητα ἡγεύμενος εἶναι τὰ τοιαῦτα. Ὅρκον μὲν οὖν μοι τόνδε ἐπιτελέα ποιέοντι, καὶ μὴ ξυγχέοντι, εἴη ἐπαύρασθαι καὶ βίου καὶ τέχνης δοξαζομένῳ παρὰ πᾶσιν ἀνθρώποις ἐς τὸν αἰεὶ χρόνον. παραβαίνοντι δὲ καὶ ἐπιορκοῦντι, τἀναντία τουτέων».

### Українською мовою
«Я засвідчую під присягою перед лікарями Аполлоном, Асклепієм, Гігіеєю та Панацеєю, беручи у свідки всіх богів та богинь, і відповідно до моїх здібностей та мого розуміння даю таку присягу: Цінувати нарівні зі своїми батьками того, хто навчив мене лікарської умілості;
Жити спільно з учителем, а при потребі — ділитися з ним своїми достатками;
Його нащадків вважати своїми братами, а вмілість, якою вони захочуть заволодіти, передавати їм безкорисливо і без письмової домовленості;
Знаннями, усними повчаннями, правилами, інструментами та всім іншим, що передбачено навчанням, ділитися зі своїми синами, синами мого вчителя та учнями, пов'язаними зобов'язаннями і присягою, даною за законами лікарської професії, але тільки з ними й ні з ким більше;
Режим своїм хворим приписувати задля їх блага, відповідно до моїх знань і мого розуміння, утримуючись від завдання їм будь-якої шкоди;
Ніколи не приписувати нікому на його прохання смертельного засобу і не підказувати йому способу здійснення подібного задуму;
Точно так само не давати жодній жінці пессарію для викликання аборту;
Зберігати непорочність способу свого життя і власної лікарської майстерності;
Ніколи не робити розтину у хворого навіть із явними ознаками кам'яної хвороби, а залишати виконання цієї операції спеціалістові з практикою цієї справи;
До якого дому я б не прийшов — я зайду в нього лише задля блага хворого, будучи далеким від розпусних намірів і спокус, особливо — від любовних утіх із жінками й чоловіками, будь вони вільними чи рабами;
Про що б я не дізнався під час виконання своїх професійних дій або окрім них, що б не побачив і не почув про дії людського життя, які не слід будь-коли розголошувати, я змовчу, вважаючи це таємницею;
Якщо я непохитно виконуватиму все, що засвідчив під присягою, нехай мені буде дано щастя в житті і в лікарській майстерності і слава у всіх людей на всі часи, але коли я зверну із праведної дороги або оскверню цю присягю, нехай моя доля стане для мене протилежною».[джерело?]

### Латинською мовою
Hippocratis jus — jurandum[хто?]
Per Apollinem medicum et Aesculapium, Hygiamque et Panaceam juro, deos deasque omnes testes citans, mepte viribus et judicio meo hos jusjurandum et hanc stipulationem plene praestaturum.
Ilium nempe parentum meorum loco habitumm spondeo, qui me artem istam docuit, eique alimenta impertirurum, et quibuscunque opus habuerit, suppeditaturum.
Victus etiam rationem pro virili et ingenio meo aegris salutarem praescripturum a pemiciosa vero et improba eosdem prohibiturum. Nullius praeterea precibus adductus, mortiferum medicamentum cuique propinabo, neque huius rei consilium dabo. Casie et sancte colam et artem meam.
Quaecumque vero in vita hominum sive medicinam factitans, sive non, vel videro, vel audivero, quae in vulgus efferre non decet, ea reticebo non secus atque arcana fidei meae commissa.
Quod si igitur hocce jusjurandum fideliter servem, neque violem, contingat et prospero successu tarn in vita, quam in arte mea fruar et gloriam immortalem gentium consequar. Sine autem id transgrediar et pejerem contraria hisce mihi eveniam.

## Історичний факт
Гіппократ проживав у IV—V ст. до н. е. Вважається що документ було створено у V столітті, проте місце знаходження оригіналу невідоме. Текст присяги було видозмінено та переписано, тому що він містив сумнівні з точки зору сучасного суспільства «мотиватори» і обов'язки.

## Інші схожі документи
В медицині України планується прийняття «Етичного кодексу лікаря України», проєкт якого був запропонований до обговорення на Колегії МОЗ.
На сайті МОЗ України викладена Присяга лікаря, яка використовується в багатьох медичних навчальних закладах. Переведена в 1964 році американським лікарем Луїсом Лазанья.
Також існує Клятва лікаря України, урочиста й офіційна присяга, яку мають давати всі випускники вищих навчальних медичних закладів України.
Як історичний факт, існує Присяга лікаря Радянського Союзу.